# Gustav Gehlin
Gustav Andreas Gehlin, född 11 juli 1887 i Lekaryd, Kronobergs län, död 1970, var en svensk fotograf och målare.
Gehlin studerade för Carl Malmberg vid Västerås tekniska skola 1913-1916 och bedrev därefter självstudier under studieresor till Norge och Sydfrankrike. Han medverkade i Västeråskonstnärernas årliga samlingsutställningar 1926-1951 och på Liljevalchs konsthall i Stockholm. Hans konst består av dämpade stämningslandskap och stilleben i olja eller akvarell. Gehlin är representerad vid Västerås konstförenings galleri.